# Mwiyanike (vattendrag)
Mwiyanike är ett vattendrag i Burundi.   Det ligger i provinsen Ruyigi, i den centrala delen av landet, 110 km öster om huvudstaden Bujumbura.
I omgivningarna runt Mwiyanike växer huvudsakligen savannskog. Runt Mwiyanike är det ganska tätbefolkat, med 108 invånare per kvadratkilometer.